# Рокіфорд
Рокіфорд (англ. Rockyford) — село в Канаді, у провінції Альберта, у складі муніципального району Вітленд.

## Населення
За даними перепису 2016 року, село нараховувало 316 осіб, показавши скорочення на 2,8%, порівняно з 2011-м роком. Середня густина населення становила 291,8 осіб/км².
З офіційних мов обидвома одночасно володіли 15 жителів, тільки англійською — 300. Усього 15 осіб вважали рідною мовою не одну з офіційних.
Працездатне населення становило 190 осіб (73,1% усього населення), рівень безробіття — 10,5% (10% серед чоловіків та 10,5% серед жінок). 86,8% осіб були найманими працівниками, а 13,2% — самозайнятими.
Середній дохід на особу становив $39 509 (медіана $32 768), при цьому для чоловіків — $52 708, а для жінок $24 598 (медіани — $46 976 та $22 912 відповідно).
36,5% мешканців мали закінчену шкільну освіту, не мали закінченої шкільної освіти — 13,5%, 50% мали післяшкільну освіту, з яких 11,5% мали диплом бакалавра, або вищий.
| Статево-вікова структура населення | Статево-вікова структура населення | Статево-вікова структура населення | Статево-вікова структура населення | Статево-вікова структура населення |
| ---------------------------------- | ---------------------------------- | ---------------------------------- | ---------------------------------- | ---------------------------------- |
|                                    |                                    |                                    |                                    |                                    |
| Всього                             | Всього                             | 50,0%                              |                                    |                                    |
| 0 — 14 років                       | 0 — 14 років                       |                                    | 14,3%                              | 14,3%                              |
| 15 — 64 років                      | 15 — 64 років                      |                                    | 66,7%                              | 66,7%                              |
| 65 і більше                        | 65 і більше                        |                                    | 19%                                | 19%                                |
| 85 і більше                        | 85 і більше                        |                                    | 1,6%                               | 1,6%                               |
| Середній вік (років)               | Середній вік (років)               | 43,441,8                           | 42,6                               | 42,6                               |
| Медіана (років)                    | Медіана (років)                    | 45,644,2                           | 45,1                               | 45,1                               |
| — чоловіки — жінки                 |                                    |                                    |                                    |                                    |

| Походження мешканців:     | Походження мешканців:     | Походження мешканців: | Походження мешканців: | Походження мешканців: |
| ------------------------- | ------------------------- | --------------------- | --------------------- | --------------------- |
| Походження                |                           |                       | осіб                  | %                     |
| Корінні американці        | Корінні американці        |                       | 15                    | 5%                    |
| Інше північноамериканське | Інше північноамериканське |                       | 120                   | 40%                   |
| Європейське               | Європейське               |                       | 235                   | 78.33%                |
| британське                | британське                |                       | 160                   | 53.33%                |
| французьке                | французьке                |                       | 30                    | 10%                   |
| українське                | українське                |                       | 20                    | 6.67%                 |

| Зайнятість населення за галузями (за класифікацією NOC): | Зайнятість населення за галузями (за класифікацією NOC): | Зайнятість населення за галузями (за класифікацією NOC): | Зайнятість населення за галузями (за класифікацією NOC): | Зайнятість населення за галузями (за класифікацією NOC): |
| -------------------------------------------------------- | -------------------------------------------------------- | -------------------------------------------------------- | -------------------------------------------------------- | -------------------------------------------------------- |
|                                                          |                                                          |                                                          |                                                          |                                                          |
| Управління                                               | Управління                                               |                                                          | 10,5%                                                    | 10,5%                                                    |
| Бізнес, фінанси та адміністрування                       | Бізнес, фінанси та адміністрування                       |                                                          | 15,8%                                                    | 15,8%                                                    |
| Охорона здоров'я                                         | Охорона здоров'я                                         |                                                          | 10,5%                                                    | 10,5%                                                    |
| Роздрібна торгівля та послуги                            | Роздрібна торгівля та послуги                            |                                                          | 28,9%                                                    | 28,9%                                                    |
| Гуртова торгівля, транспорт та обладнання                | Гуртова торгівля, транспорт та обладнання                |                                                          | 23,7%                                                    | 23,7%                                                    |
| Природні ресурси, сільське господарство                  | Природні ресурси, сільське господарство                  |                                                          | 7,9%                                                     | 7,9%                                                     |
| Виробництво                                              | Виробництво                                              |                                                          | 5,3%                                                     | 5,3%                                                     |

## Клімат
Середня річна температура становить 3,7°C, середня максимальна – 23,1°C, а середня мінімальна – -19,1°C. Середня річна кількість опадів – 372 мм.
| Клімат поселення                              | Клімат поселення | Клімат поселення | Клімат поселення | Клімат поселення | Клімат поселення | Клімат поселення | Клімат поселення | Клімат поселення | Клімат поселення | Клімат поселення | Клімат поселення | Клімат поселення | Клімат поселення |
| Показник                                      | Січ.             | Лют.             | Бер.             | Квіт.            | Трав.            | Черв.            | Лип.             | Серп.            | Вер.             | Жовт.            | Лист.            | Груд.            |                  |
| Середній максимум, °C                         | −4,62            | −1,21            | 4,37             | 12,11            | 18,01            | 22,10            | 23,11            | 22,70            | 17,50            | 11,51            | 2,45             | −3,62            |                  |
| Середня температура, °C                       | −11,85           | −8,44            | −2,84            | 4,87             | 10,78            | 14,88            | 16,93            | 16,51            | 11,32            | 5,33             | −3,74            | −9,8             |                  |
| Середній мінімум, °C                          | −19,09           | −15,68           | −10,11           | −2,36            | 3,54             | 7,65             | 10,75            | 10,33            | 5,16             | −0,85            | −9,91            | −15,99           |                  |
| Норма опадів, мм                              | 14               | 11               | 17               | 25               | 49               | 71               | 57               | 49               | 41               | 13               | 13               | 12               |                  |
| Середньомісячна швидкість вітру, м/с          | 3.82             | 3.61             | 4.00             | 4.20             | 4.10             | 3.80             | 3.40             | 3.30             | 3.60             | 3.95             | 4.05             | 3.90             |                  |
| Середньомісячна сонячна радіація, кДж/м²·день | 3993             | 7415             | 12723            | 17292            | 20809            | 22116            | 23207            | 19698            | 13737            | 8285             | 4287             | 3081             |                  |
| --------------------------------------------- | ---------------- | ---------------- | ---------------- | ---------------- | ---------------- | ---------------- | ---------------- | ---------------- | ---------------- | ---------------- | ---------------- | ---------------- | ---------------- |
| Джерело:                                      |                  |                  |                  |                  |                  |                  |                  |                  |                  |                  |                  |                  |                  |